# Баткачний
Баткачний (рос.: Баткачный ) – досить великий острів у північно-західній частині Каспійського моря в дельті Волги в районі села Каралат Камизякського району Астраханської області Росії на відстані 85 км від Астрахані. Адміністративно входить до складу Камизякського району Астраханської області.

## Рельєф
Острів Баткачний має дуже складний рельєф з численними пагорбами та заливами. Найвища точка має 229 метрі над рівнем моря. Довжина острова майже 30 км, ширина – 10 км.

## Рибальство
Головна пам’ятка на острові – це риболовно-мисливська база «Волга-Дельта». Астраханська область віддавна вважається справжнім рибальським раєм. 